# Graziella Sciutti
Graziella Sciutti (née à Turin le 17 avril 1927 et morte à Genève le 9 avril 2001). Soprano italienne, l'une des plus éminentes soubrettes des années 1950.

## Biographie
Sciutti étudie à Rome, et y débute à la radio en 1948. Elle chantera régulièrement pour la Rai jusqu'en 1975. 
Elle débute à La Scala de Milan en 1955, mais s'affirme surtout à la Piccola Scala dans les ouvrages du XVIIIe siècle (Cimarosa, Paisiello, Pergolesi, Mozart, etc).  
Elle parait au Festival d'Aix-en-Provence, où elle crée en 1954 Les Caprices de Marianne de Henri Sauguet, puis aux festivals de Glyndebourne, Edimburg, Salzburg. Elle est aussi invitée au Royal Opera House de Londres et à l'Opéra de Vienne.    
Interprète marquante des rôles d'ingénue dans les opéras de Mozart (Susanna, Zerlina, Despina), de Rossini (Elvira, Rosina), de Donizetti (Adina, Norina), et de Verdi (Oscar, Nanetta).
Graziella Sciutti commença une seconde carrière en tant que metteur en scène d'opéra en 1977 avec La Voix humaine de Francis Poulenc à Glyndebourne.

## Sources
- Harold Rosenthal, John Warrack, Roland Mancini et Jean-Jacques Rouveroux, Guide de l'opéra, Paris, Fayard, coll. « Les indispensables de la musique », 1995, 968 p. (ISBN 978-2-213-59567-2)